# NGC 587
NGC 587 je galaxie v souhvězdí Trojúhelník. Její zdánlivá jasnost je 12,8m a úhlová velikost 2,2′ × 0,8′. Je vzdálená 209 milionů světelných let, průměr má 130 000 světelných let. Galaxii objevil 27. srpna 1862 Heinrich Louis d'Arrest.